# Žuče
Pour les articles homonymes, voir Zuce (homonymie).
Žuče (en serbe cyrillique : Жуче) est un village de Serbie situé dans la municipalité de Tutin, district de Raška. Au recensement de 2011, il comptait 91 habitants.

## Démographie
| 1948 | 1953 | 1961 | 1971 | 1981 | 1991 | 2002 | 2011 |
| ---- | ---- | ---- | ---- | ---- | ---- | ---- | ---- |
| 112  | 129  | 125  | 165  | 180  | 187  | 151  | 91   |

|  |